# Paris Masters 2024
Rolex Paris Masters 2024 a fost un turneu de tenis din circuitul profesionist masculin ATP, disputat la complexul Accor Arena. Cea de-a 52-a ediție a Paris Masters a avut loc între 28 octombrie și 3 noiembrie 2024 în capitala franceză Paris, pe terenuri cu suprafață dură. Producătorul elvețian de ceasuri Rolex a fost sponsorul general pentru a opta oară.
Turneul, dotat cu 5.950.575 de euro, a fost ultimul turneu din cele nouă ale categoriei ATP 1000. Cel mai bine clasat jucător de simplu a fost numărul unu mondial, italianul Jannik Sinner, dar acesta s-a retras din turneu.

## Campioni

### Simplu
Pentru mai multe informații consultați Paris Masters 2024 – Simplu

### Dublu
Pentru mai multe informații consultați Paris Masters 2024 – Dublu

## Distribuția punctelor și premii în bani

### Distribuția punctelor
| Probă           | Câștigător | Finalist | Semifinalist | Sfertfinalist | Runda trei | Runda doi | Runda unu | Q   | Q2  | Q1  |
| Simplu masculin | 1.000      | 650      | 400          | 200           | 100        | 50        | 10        | 30  | 16  | 0   |
| Dublu masculin  | 1.000      | 600      | 360          | 180           | 90         | 0         | N/A       | N/A | N/A | N/A |

### Premii în bani
| Probă           | Câștigător | Finalist  | Semifinalist | Sfertfinalist | Runda trei | Runda doi | Runda unu | Q2       | Q1      |
| Simplu masculin | 919.075 €  | 501.880 € | 274.425 €    | 149.685 €     | 80.065 €   | 42.935 €  | 23.785 €  | 12.185 € | 6.380 € |
| Dublu masculin* | 310.900 €  | 162.490 € | 85.870 €     | 47.580 €      | 26.110 €   | 14.500 €  | N/A       | N/A      | N/A     |